# Драган Кресоја
Драган Кресоја (Београд, 23. март 1946 — Београд, 6. новембар 1996) је био српски филмски редитељ. Снимио је шест самосталних дугометражних филмова и био асистент режије за многе друге пројекте. Најпознатија редитељска остварења су му „Крај рата“, „Октоберфест“ и „Оригинал фалсификата“. Трагично је погинуо 1996, у 51. години, након хеликоптерске несреће.

## Живот и рад
Драган Кресоја рођен је 23. марта 1946. у Београду. Кинематографску каријеру почео је раних 1960-их година у Кино клубу Београд. Свој први филм, под називом „Досада“, снимио је 1964. године и са њим успешно обишао многе фестивале. Након две године уследили су кратки филмови „Хепенинг” и „Жена је жена“.
Радио је као асистент режије на бројним пројектима, од којих су најзначајнији филмови „Битка на Неретви“, „Ужичка република“, „Специјално васпитање“, „Љубавни живот Будимира Трајковића“, „Национална класа“, „Вариола Вера“, „Балкан експрес“, „Мољац“, „Хајде да се волимо“, „Дом за вешање“, „Шпијун на штиклама“ и „Последњи круг у Монци“, као и серије „Грлом у јагоде“ и „Камионџије 2“. На овај начин стекао је богато редитељско искуство, које ће му касније користити у раду на самосталним филмовима.
Свој дугометражни филмски првенац, „Још овај пут“, Кресоја је снимио 1983. У наредних дванаест година режирао је још пет филмова, који су сви доживели значајан успех. „Крај рата“ из 1984. и „Оригинал фалсификата“ из 1991. били су југословенски кандидати за Оскара за најбољи страни филм. Филмом „Октоберфест“ (1987) учествовао је на Петнаестом међународном филмском фестивалу у Москви. Такође је снимио неколико документарних филмова, као што је „То је то“, о животу Стеве Жигона. Имао је мању улогу у пет филмова („Национална класа“, „Тајванска канаста“), а сарађивао је и на сценарију за свој филм „Октоберфест“.
Кресојини филмови су се често бавили односима у породици, јазом генерација, младима и њиховим илузијама, али и ратом. Кроз њих се провлачио депресиван и меланхоличан тон, а Кресојин оригиналан начин коришћења боја у филмовима још је више доприносио таквој атмосфери.
Драган Кресоја је трагично изгубио живот 6. новембра 1996, када се хеликоптер у којем је снимао прве кадрове филма „Сутон над Београдом“ срушио на ушћу Саве у Дунав. Том приликом погинуо је и његов син, који је био камерман. И поред релативно малог филмског опуса, утицај Драгана Кресоје на српску филмографију остаје значајан.

## Филмографија

### Редитељ
| 1983. | Још овај пут            |
| 1984. | Крај рата               |
| 1987. | Октоберфест             |
| 1991. | Оригинал фалсификата    |
| 1993. | Пун месец над Београдом |
| 1995. | Тамна је ноћ            |

### Помоћник редитеља
| 1969. | Битка на Неретви                     |
| 1972. | Друштвена игра                       |
| 1973. | Бомбаши                              |
| 1973. | Сутјеска                             |
| 1974. | Ужичка република                     |
| 1975. | Грлом у јагоде (ТВ серија)           |
| 1976. | Војникова љубав                      |
| 1977. | Специјално васпитање                 |
| 1977. | Мирис пољског цвећа                  |
| 1977. | Љубавни живот Будимира Трајковића    |
| 1978. | Тамо и натраг                        |
| 1978. | Квар                                 |
| 1978. | Тигар                                |
| 1979. | Национална класа                     |
| 1980. | Дани од снова                        |
| 1980. | Срећна породица                      |
| 1980. | Снови, живот, смрт Филипа Филиповића |
| 1981. | Ерогена зона                         |
| 1981. | Сок од шљива                         |
| 1982. | Вариола Вера                         |
| 1983. | Балкан експрес                       |
| 1983. | Степенице за небо                    |
| 1984. | Камионџије 2 (ТВ серија)             |
| 1984. | Камионџије опет возе                 |
| 1984. | Мољац                                |
| 1984. | Шта се згоди кад се љубав роди       |
| 1985. | Тајванска канаста                    |
| 1985. | Бал на води                          |
| 1986. | Добровољци                           |
| 1986. | Протестни албум                      |
| 1987. | Луталица                             |
| 1987. | Хајде да се волимо                   |
| 1988. | Сулуде године                        |
| 1988. | Шпијун на штиклама                   |
| 1988. | Дом за вешање                        |
| 1989. | Последњи круг у Монци                |
| 1989. | Атоски вртови - преображење          |
| 1990  | Глуви барут                          |
| 1990. | Чудна ноћ                            |
| 1990. | Граница                              |
| 1992. | Велика фрка                          |
| 1996. | Нечиста крв                          |

### Глумац
| Год.  | Назив                       | Улога                |
| ----- | --------------------------- | -------------------- |
| 1977. | Специјално васпитање        |                      |
| 1979. | Национална класа            | пумпаџија            |
| 1979. | Камионџије опет возе        | лопов                |
| 1983. | Још овај пут                | доктор               |
| 1985. | Тајванска канаста           | полицијски инспектор |
| 1987. | Догодило се на данашњи дан  | Милиционар           |
| 1989. | Атоски вртови - преображење | службеник ДБ         |
| 1990. | Граница                     | војник               |
| 1993. | Пун месец над Београдом     | доктор               |
| 1995. | Пакет аранжман              | медицински радник    |

### Руководилац производње
| Год.  | Назив                    | Улога |
| ----- | ------------------------ | ----- |
| 1967. | Празник                  |       |
| 1967. | Пошаљи човека у пола два |       |
| 1968. | Деца војводе Шмита       |       |
| 1970. | Природна граница         |       |

### Продуцент
| Год.  | Назив                                   | Улога |
| ----- | --------------------------------------- | ----- |
| 1993. | Мрав пешадинац                          |       |
| 1995. | Пакет аранжман                          |       |
| 1995. | Дечак из Јунковца                       |       |
| 1996. | Џин најџиновскији (кратак документарац) |       |